# Niclas Frisk
Niclas Patrik Frisk, född 14 februari 1969 i Ludvika, är en svensk sångare, gitarrist och låtskrivare.
Frisk startade Atomic Swing 1992 och var dess frontfigur och huvudsakliga låtskrivare. Han har även spelat med i Perssons Pack och ibland med Traste Lindéns Kvintett. Runt millennieskiftet bildade han gruppen Sweet Chariots tillsammans med Andreas Mattsson. Tillsammans med Nina Persson och Nathan Larson hade han även bandet A Camp. År 2011 släppte han soloalbumet Deeper Down in Chinatown.
Frisk är även musikproducent och låtskrivare och har arbetat med bland andra Titiyo, Popsicle, Jerry Williams, A Camp, Sweet Chariots, Vanessa and the O's och Peter Jöback. Tillsammans med Andreas Mattsson har han skrivit flera kända låtar, bland andra "Stockholm i natt".
Frisk har skrivit musiken till flera filmer och TV-serier, bland annat Den fjärde mannen och Börje – The Journey of a Legend.
Vid Grammisgalan 1994 utsågs han till Årets kompositör. Vid Grammisgalan 2002 vann han återigen i samma kategori, denna gång tillsammans med Nina Persson.

## Diskografi

### Solodiskografi
- 2011 – Deeper Down in Chinatown

### Atomic Swing
- 1993 – A Car Crash in the Blue
- 1994 – Bossanova Swap Meet
- 1997 – Fluff
- 1998 – In Their Finest Hour
- 2006 – The Broken Habanas

## Filmmusik
- 1997 – Svenska hjältar
- 2002 – Big Girls Don't Cry
- 2006 – Sök
- 2010 – Våra vänners liv (TV-serie)
- 2013 – En pilgrims död (TV-serie)
- 2013 – Fröken Frimans krig (TV-serie)
- 2014 – Den fjärde mannen (TV-serie)[4]
- 2017 – Innan vi dör (TV-serie)
- 2018 – Den döende detektiven (TV-serie)
- 2023 – Börje – The Journey of a Legend (TV-serie)